# Mrštane
Mrštane (cyr. Мрштане) – wieś w Serbii, w okręgu jablanickim, w mieście Leskovac. W 2011 roku liczyła 1332 mieszkańców.